# حسنلو (مشكين شهر)
حسنلو هي قرية في مقاطعة مشكين شهر، إيران. عدد سكان هذه القرية هو 119 في سنة 2006.